# SN 2006qf
SN 2006qf – supernowa typu II odkryta 17 listopada 2006 roku w galaktyce A035157-0023. W momencie odkrycia miała maksymalną jasność 22,30m.